# Jaguar XK
Jaguar XK серії (XK, XK8 і XKR) — модель 2-дверного купе (гран-турізмо), що виробляється британським автовиробником Jaguar з 1996 року. Перша модель із серії була представлена на Женевському автосалоні 5 березня 1996 року.
На сьогодні існує два покоління: X100 (1996—2005) і X150 (з 2005 року по теперішній час).
XK8 став першим «Ягуаром» з восьмициліндровим мотором (до цього циліндрів було або шість, або дванадцять).

## Jaguar X100 (1996—2005)

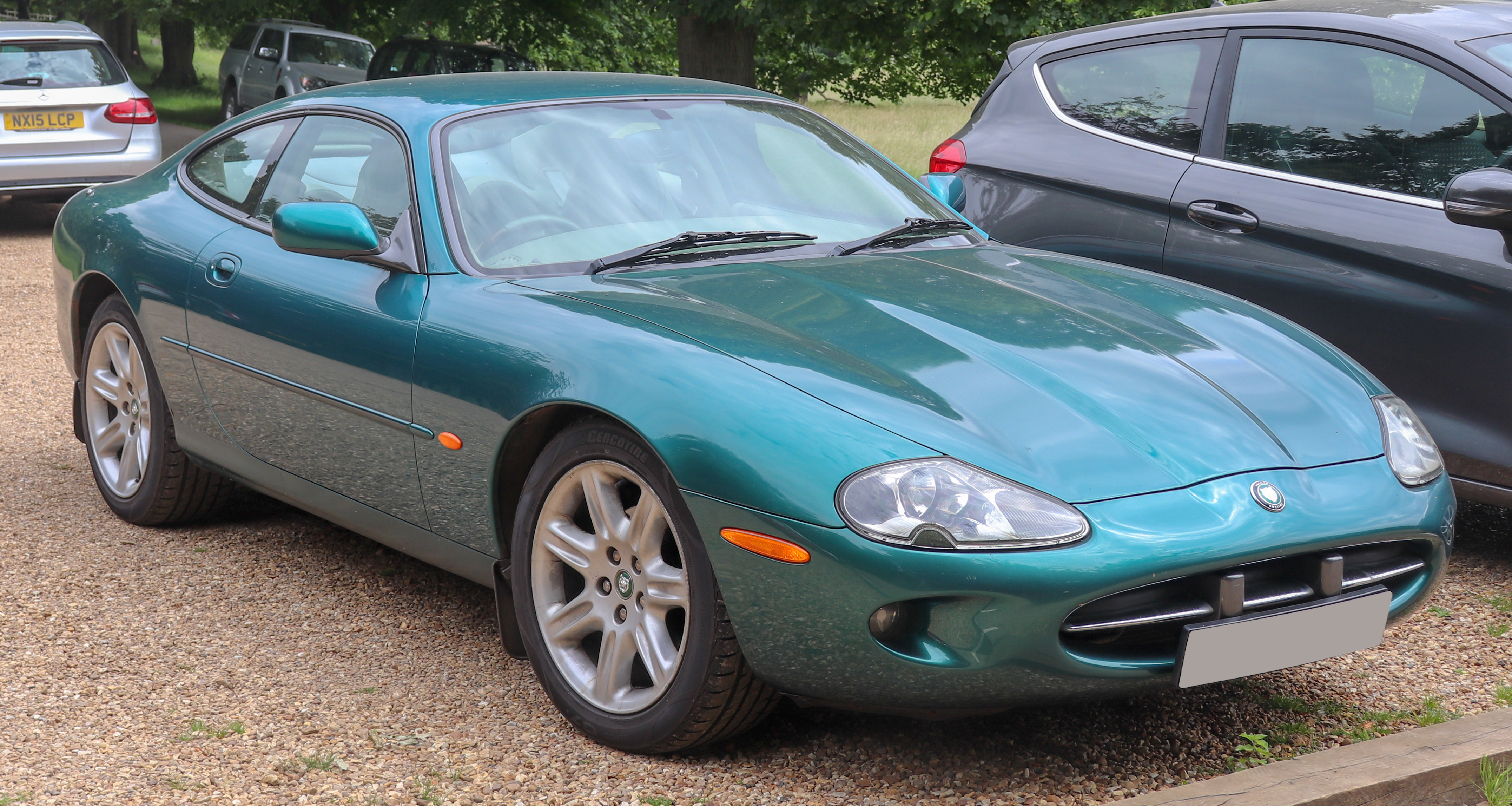
Jaguar XK8 (X100)

Jaguar XK8 був запущений в 1996 році, щоб замінити Jaguar XJS. Автомобіль представлений у двох варіантах кузова: купе і кабріолет. Автомобіль був першим у лінійці Jaguar, що використовував нещодавно розроблений Ягуаром двигун V8 — AJ об'ємом 4,0 л з 32 клапанами, потужністю 284 к. с. (209 кВт) у парі з 5-ступеневою автоматичною коробкою передач.
У 1998 році з'явилася модифікація XKR із двигуном V8 4,0 л із компресором Eaton M112, потужністю 363 к. с. (267 кВт).
Улітку 2002 року сімейство модернізували, робочий об'єм двигунів збільшився до 4,2 л, а потужність склала 298 к. с. (219 кВт) у моделі XK8 і 395 к. с. (290 кВт) у моделі XKR. Одночасно була встановлена нова 6-ступенева автоматична коробка передач фірми ZF.

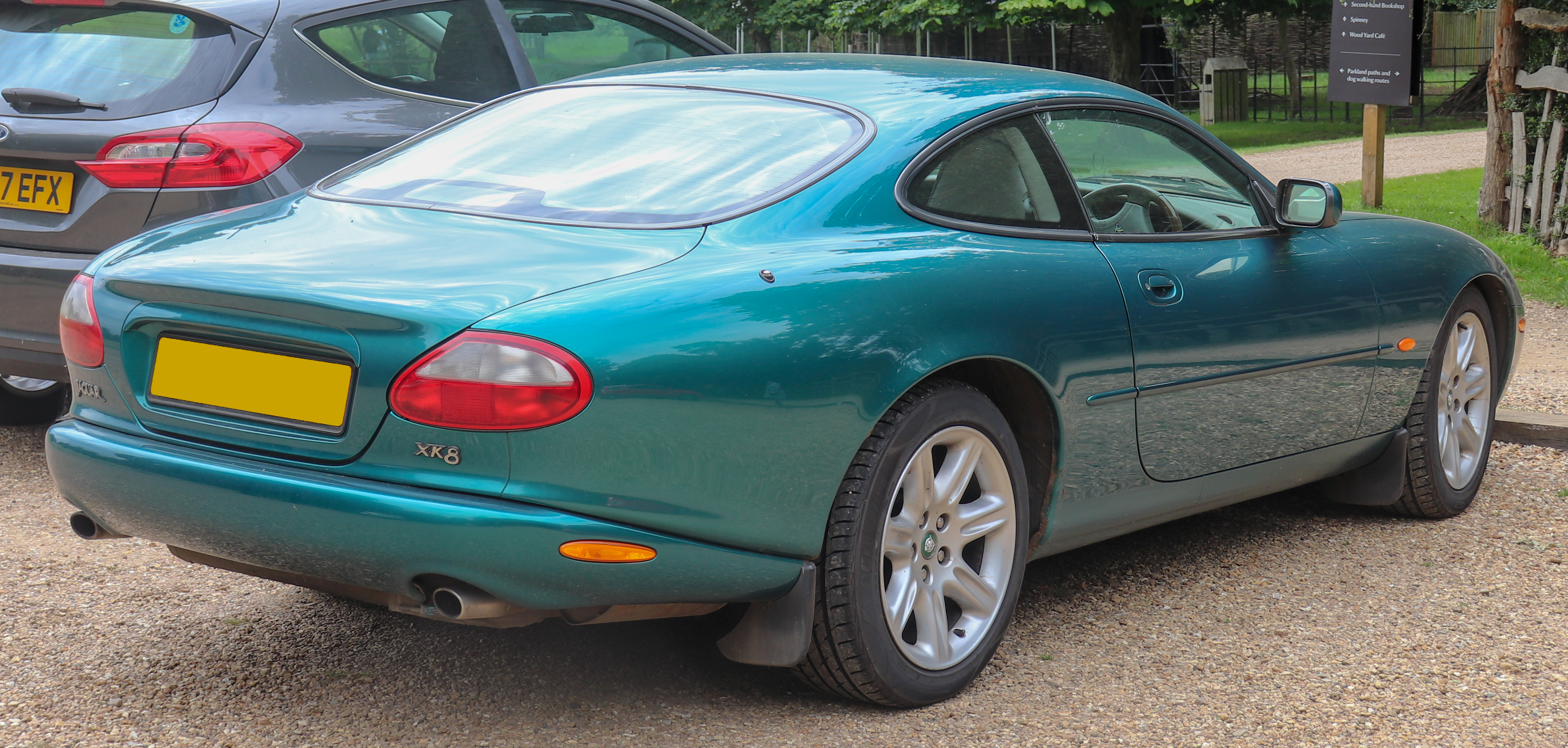
Jaguar XK8 (X100)
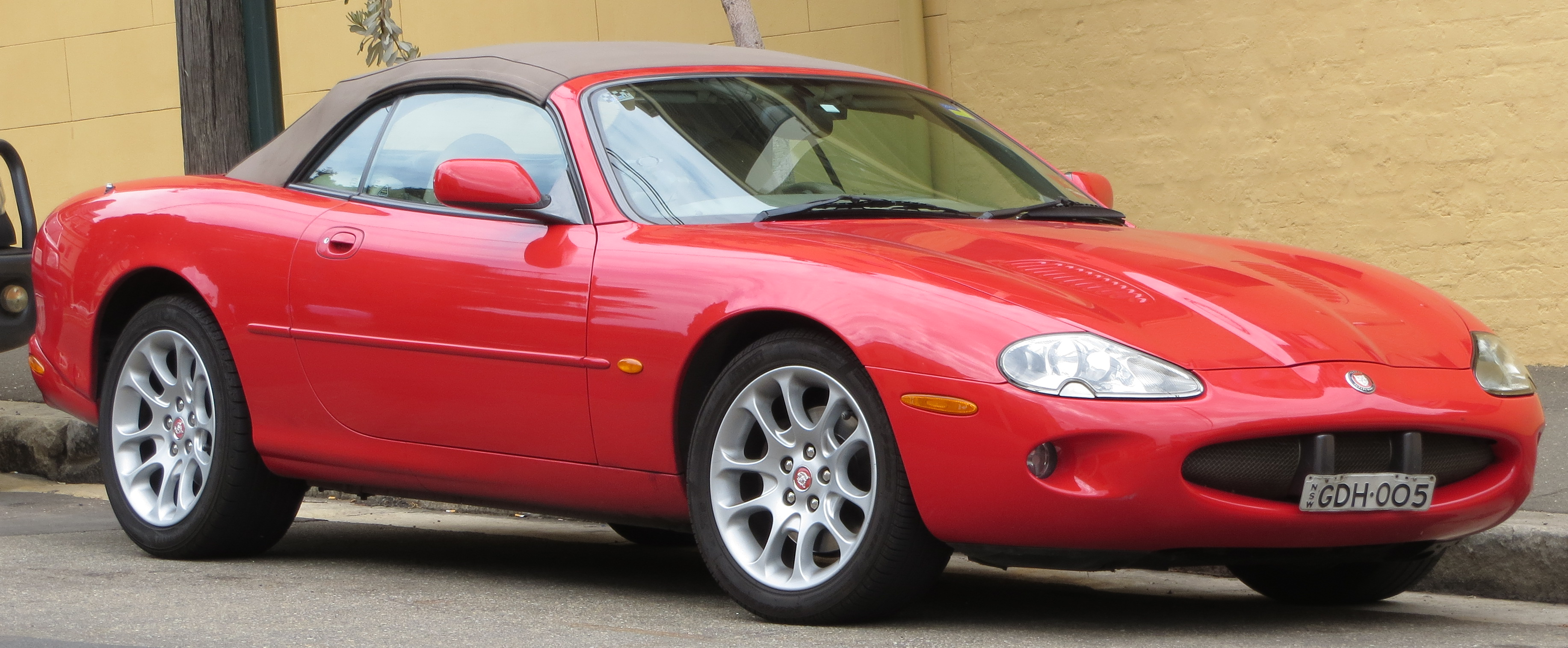
Jaguar XKR Convertible (X100)
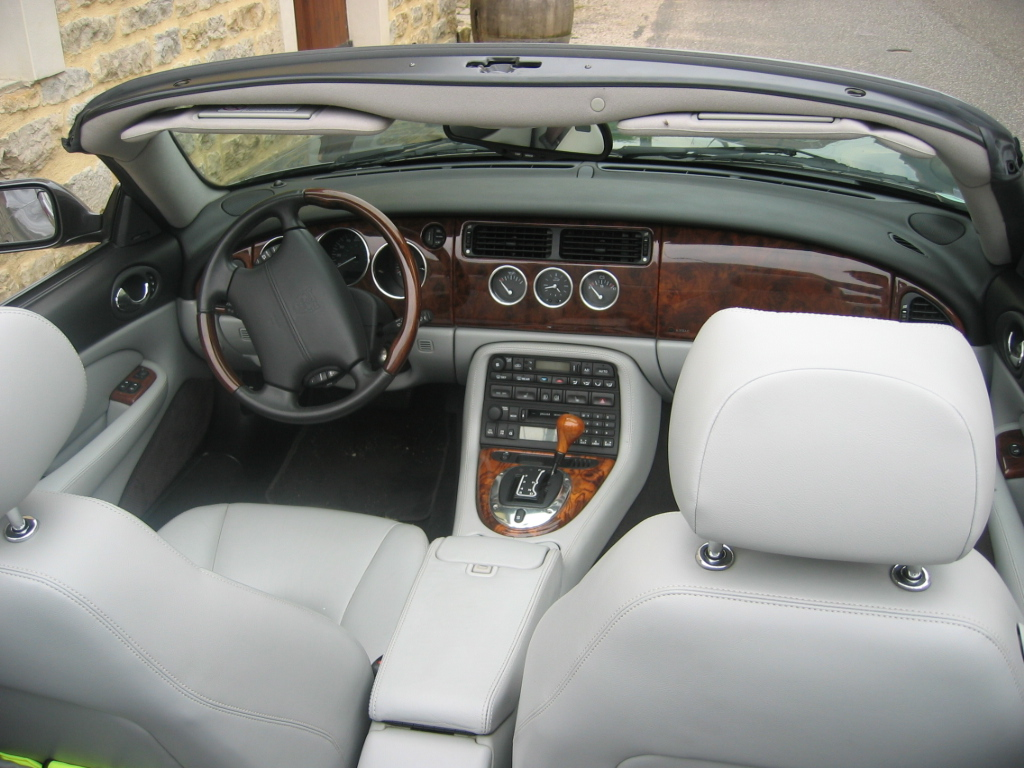
Салон Jaguar XK8 Convertible (X100)
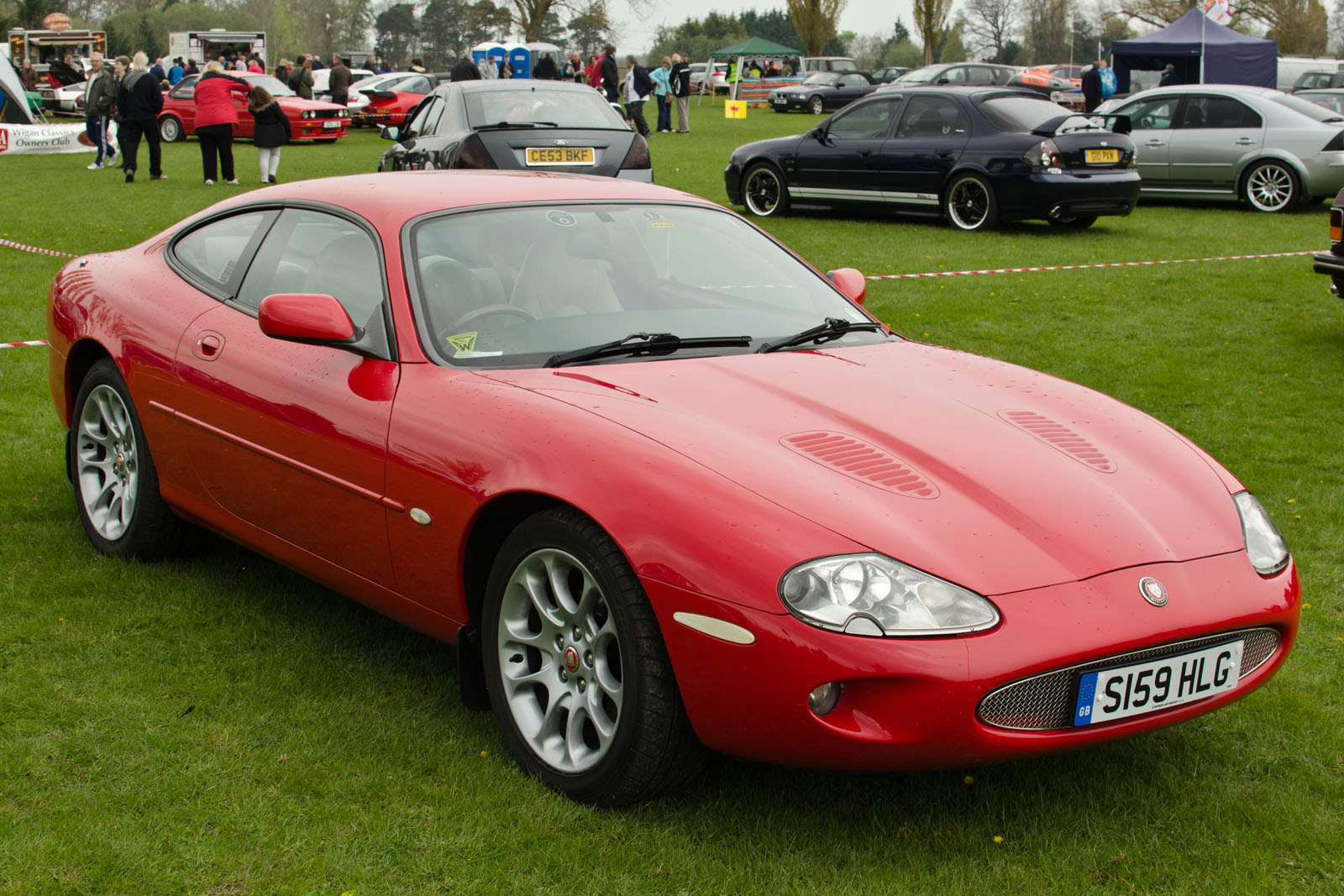
Jaguar XKR (X100)

### Двигуни
- 4,0 л AJ26/27 V8 284 к. с.
- 4,0 л AJ26S компресор V8 363 к. с.
- 4,2 л AJ34 V8 298 к. с.
- 4,2 л AJ34S компресор V8 395 к. с.

## Jaguar X150 (2005—2014)

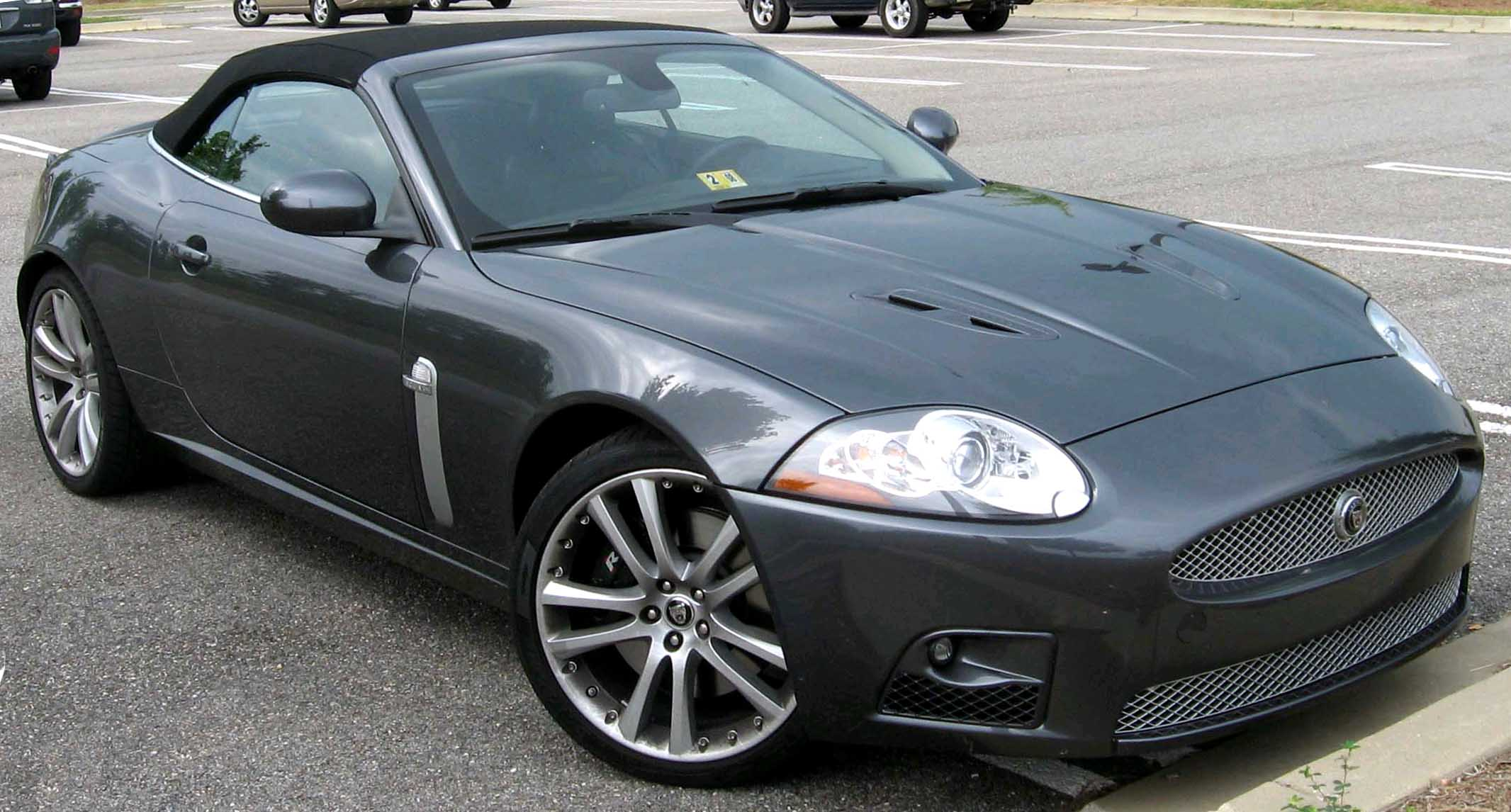
Jaguar XKR Convertible (X150) (2006—2009)

Абсолютно новий XK, спроєктований Ієном Каллумом, був представлений в 2005 році на Франкфуртському автосалоні і виготовляється з березня 2006 року з двигуном 4,2 л, потужністю 298 к. с. (219 кВт). Улітку того ж року представлено Jaguar XKR із компресорним двигуном V8 4,2 л, потужністю 416 к. с. (306 кВт). XK розвиває максимальну швидкість 250 км/год, XKR — 280 км/год.
Кабріолет XK convertible був представлений у 2006 році на Північноамериканському міжнародному автосалоні в Детройті.
У 2007 році представлений новий двигун V8 3,5 л, потужністю 258 к. с. (190 кВт).
Улітку 2008 року представлена обмежена серія Jaguar XKR-S (200 екземплярів), з двигуном від Jaguar XKR.
У лютому 2009 року сімейство X150 модернізували, змінивши зовнішній вигляд і встановивши нові двигуни V8 5,0 л, потужністю 385 к. с. (283 кВт) для версії XK і 510 к. с. (375 кВт) для версії XKR.
У вересні 2011 року сімейство X150 було змінене ще раз. Були зменшені фари, які отримали світлодіоди, решітку радіатора, передній бампер із бічними повітрозбірниками. Паралельно з цим, представлена топова модифікація XKR-S з компресорним двигуном V8 5,0 л, потужністю 550 к. с. 404 (кВт). На автосалоні в Лос-Анджелесі 2011 року представлена версія кабріолет моделі XKR-S. Jaguar XKR-S розганяється 0—100 км/год за 4,4 секунди, а максимальна швидкість становить 300 км/год.
Стандартна комплектація автомобіля включає у себе: антиблокувальну систему гальм, підвіску з регулятором жорсткості, систему контролю тяги, систему електронного регулювання гальмівного зусилля, електронну систему динамічної стабілізації, іммобілайзер, охоронну сигналізацію, центральний замок, 8 динаміків, автомобільний комп'ютер, аудіосистему преміум-класу «Bowers & Wilkins», Bluetooth, гніздо для зовнішнього аудіоплеєра, багатофункціональну систему рульового управління з підрульовими пелюстками, мультифункціональний дисплей, навігація, MP3, CD-чейнджер, датчик дощу, передні й задні паркувальні датчики, шкіряну оббивку керма, підігрів фронтального скла, роздільний клімат-контроль, круїз-контроль, система старт-стоп, передні склопіднімачі та інше.

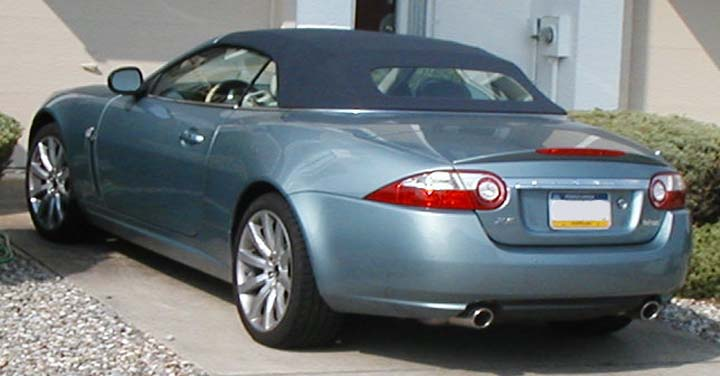
Jaguar XK8 Convertible (X150) (2006—2009)
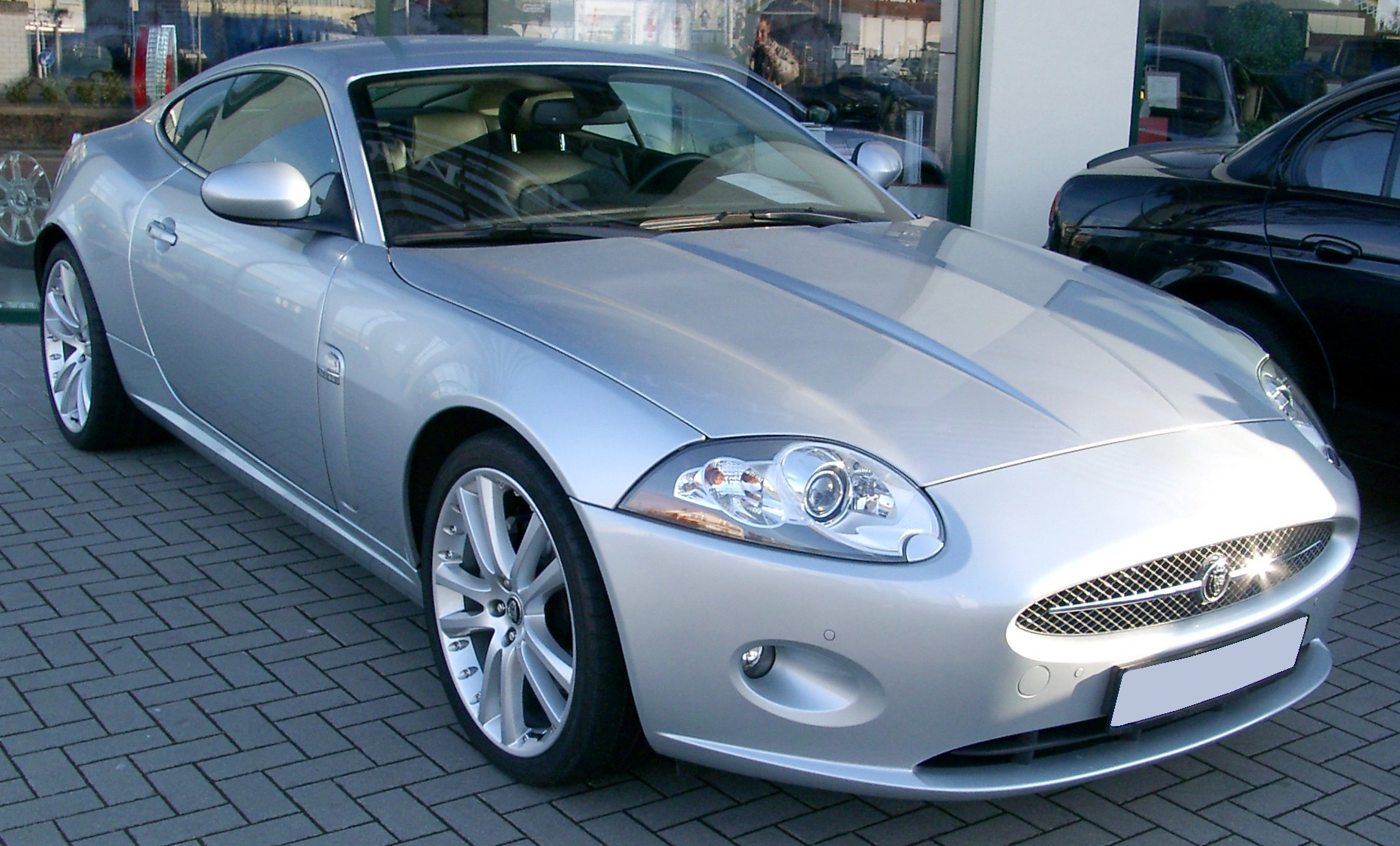
Jaguar XK8 (X150) (2006—2009)
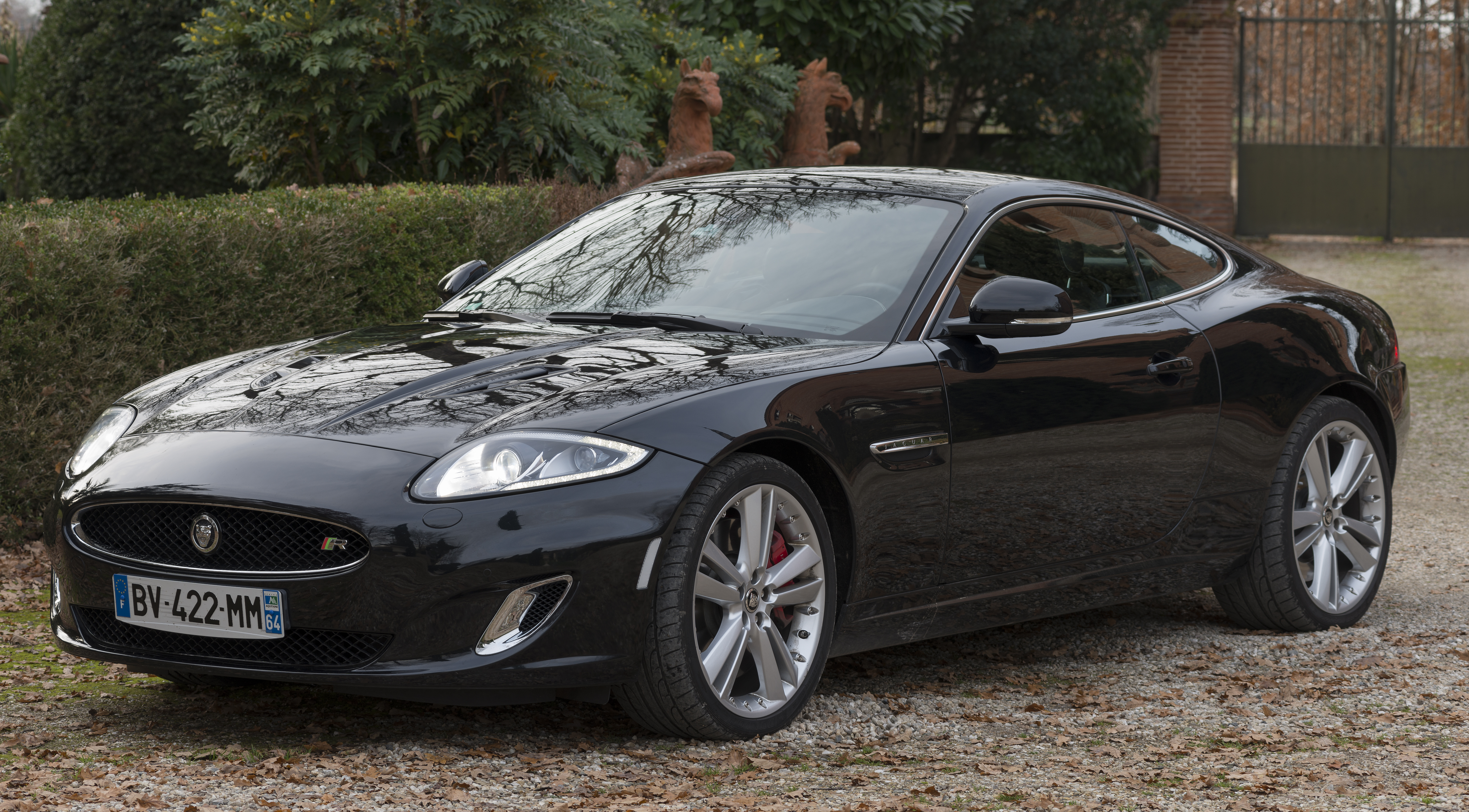
Jaguar XKR (X150) (2011—2014)
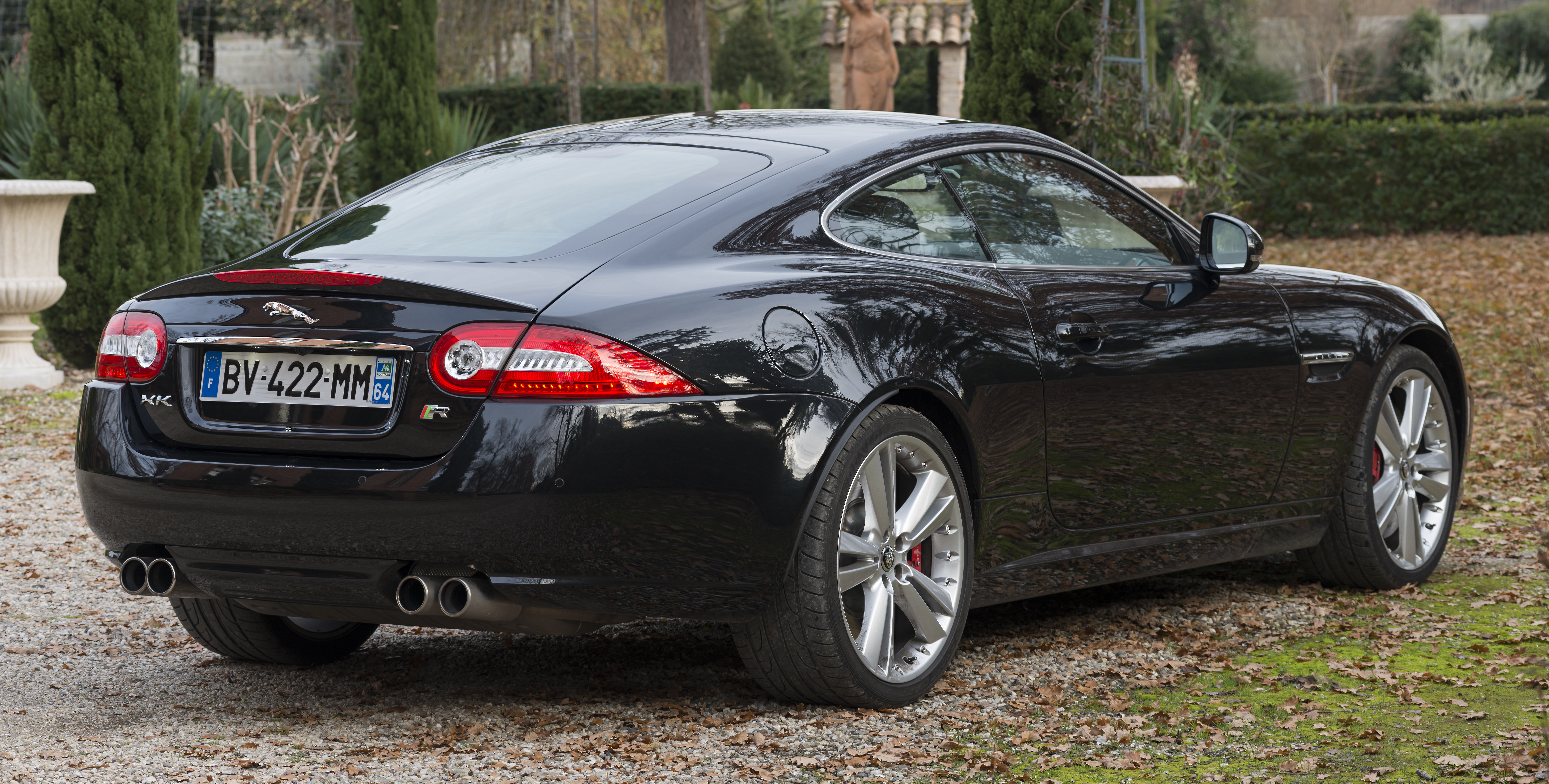
Jaguar XKR (X150) (2011—2014)
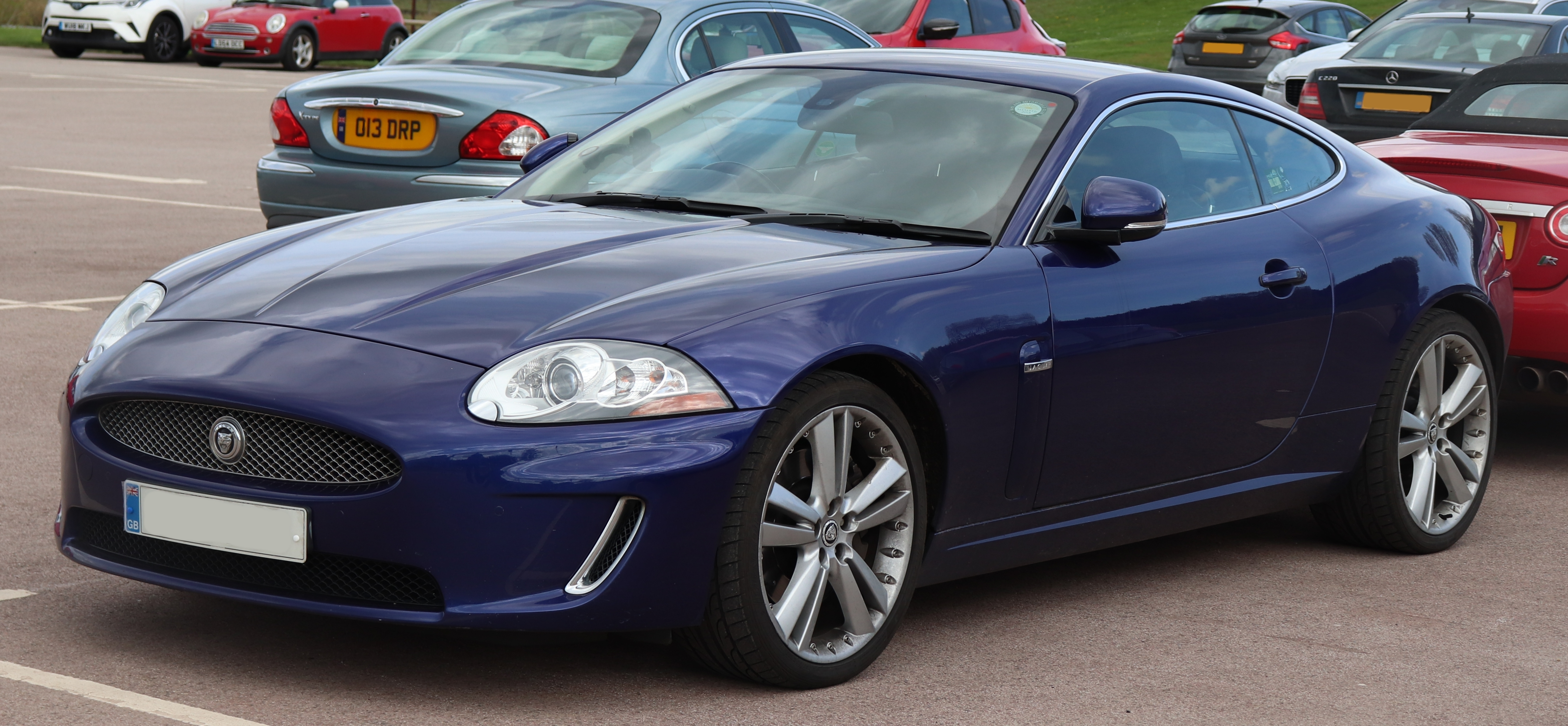
Jaguar XK8 (X150) (з 2011)
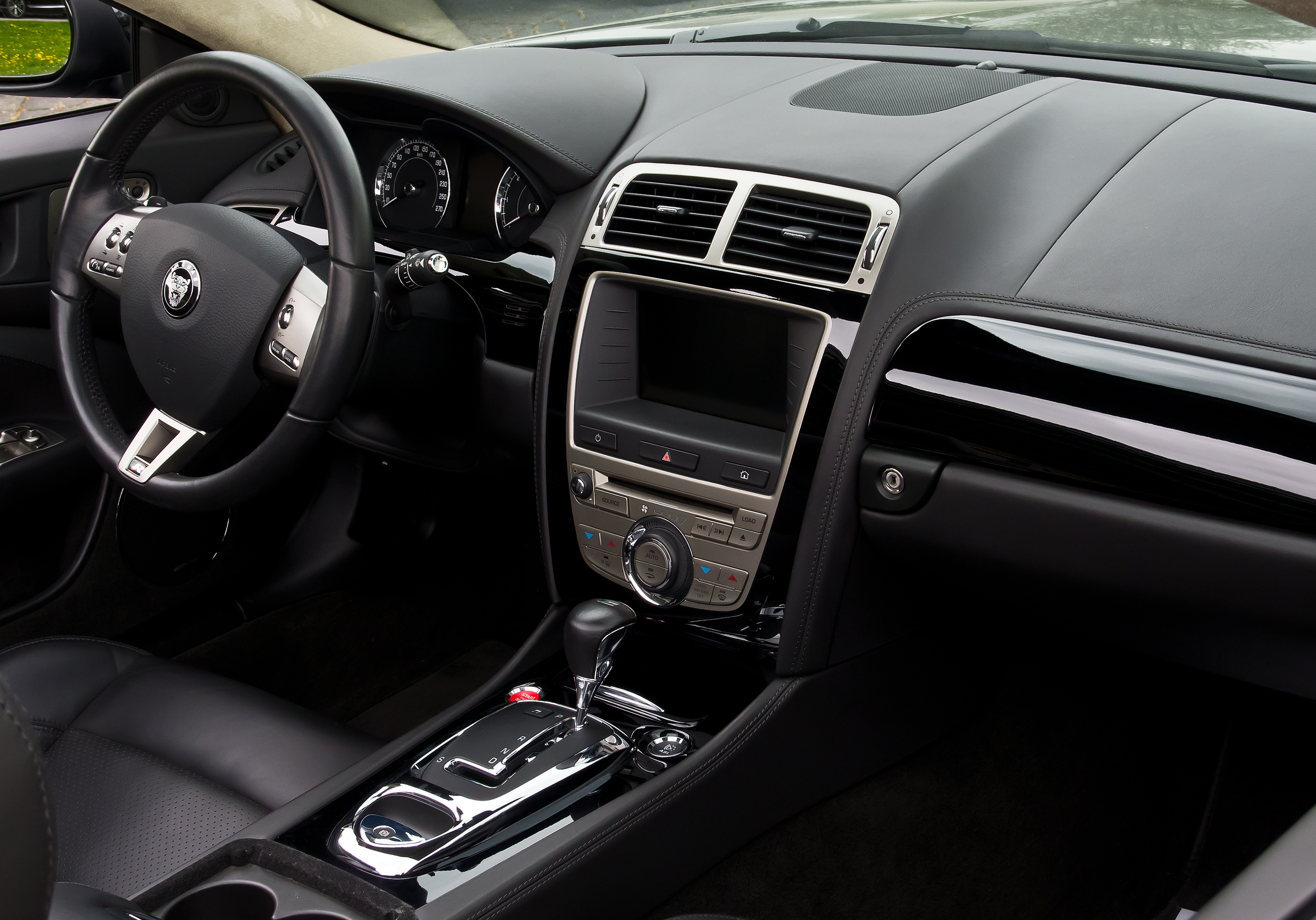
Jaguar XKR (X150)

### Двигуни
- 3,5 л AJ-V8 V8 258 к. с.
- 4,2 л AJ34 V8 298 к. с.
- 4,2 л AJ34S SC компресор V8 416 к. с.
- 5,0 л AJ133 V8 385 к. с.
- 5,0 л AJ133S компресор V8 510 к. с.
- 5,0 л AJ133S компресор V8 530 к. с.
- 5,0 л AJ133S компресор V8 550 к. с.

### XKR-S
У 2011 році в Женевському автосалоні був представлений XKR-S, найпотужніший серійний Jaguar. Фасад отримав нижню «губу» і отвори по боках для охолодження гальм, а також невеликий задній спойлер, який забезпечував силу притискання. У порівнянні з XKR, кліренс зменшився на 10 мм. 5-літровий 32 клапанний 8-циліндровий двигун DOHC з нагнітачем Roots видає потужність 550 к. с. і 680 Н·м обертального моменту на 2500 об/хв. Розгін до 100 км/год займає 4,4 с, максимальна швидкість — близько 300 км/год.

### XKR-S GT
Також існує лімітована версія, спроєктована підрозділом Jaguar ETO, XKR-S GT із тим же двигуном і 6-ступеневою АКПП.
У зовнішньому вигляді можна помітити нові передні й задні бампери, масивне заднє антикрило, вони ж, на швидкості 200 км/год створюють притискну силу 145 кг, до всього іншого можна додати більш обтічне днище.
Але зміни торкнулися не лише аеродинаміки, перепрограмована система «трекшн-контролю», кермова рейка подібна як і в F-Type, пружини амортизаторів стали жорсткішими на 68 % спереду і 25 % ззаду, стали дещо ширшими низькопрофільні шини Pirelli P Zero Corsa, нинішні розміри 255/50 мм спереду і ззаду 305/30 мм на легкосплавних алюмінієвих 20-дюймових дисках, що дало зміну колісної бази, ставши більшими на декілька міліметрів.
Уперше для дорожніх авто Jaguar GT, оснащений карбоно-керамічними гальмівними дисками розміром 398 мм, 6-поршневими спереду і 380-мм 4-поршневими супортами ззаду. Економія у вазі склала майже 20 кг лише за рахунок гальм. Відсоткове співвідношення ваги по осях складає 52/48 на користь передньої частини, а загальна вага автомобіля — 1713 кг, що на 40 кг легше від звичайного. У результаті автомобіль розганяється до 100 км/год за 3,9 с і до максимальної швидкості в 300 км/год, а 402 метри за 12,3 с при швидкості на виході 192 км/год, Північну Петлю автомобіль подолав за 7 хв 40 с.
Салон автомобіля практично такий самий, як і у звичайного XKR-S, за винятком дрібних змін і щитків GT.
Випускався як конкурент Mercedes-Benz C63 Black Series, BMW M3 E92 GTS, Porsche 911 GT3 RS. Тираж випущених автомобілів — лише 30 штук, ціна — прибл. 175 000 $. Продаж обмежився територією США, але через деякий час лише 10 екземплярів почали продаватись в Англії.

### XKR 75
У 2011 році у свій 75-річний ювілей компанія випустила суперкар Jaguar XKR 75.